# Billaea villeneuvei
Billaea villeneuvei là một loài ruồi trong họ Tachinidae.